# Atomaria zetterstedti
Atomaria zetterstedti är en skalbaggsart som först beskrevs av Zetterstedt 1838.  Atomaria zetterstedti ingår i släktet Atomaria, och familjen fuktbaggar. Arten är reproducerande i Sverige.